# 東方三博士の礼拝 (フラ・アンジェリコとフィリッポ・リッピ)
『東方三博士の礼拝』（とうほうさんはかせいのれいはい、伊:Adorazione dei Magi）は円形 (トンド) 形式の絵画で、1492年にフラ・アンジェリコ作としてフィレンツェのメディチ・リッカルディ宮殿で記録された作品と推定されている「東方三博士の礼拝」の絵画である。15世紀半ばに制作され、現在はワシントンD.C.のナショナル・ギャラリーに所蔵されている。ほとんどの美術史家は、フィリッポ・リッピがオリジナルの作品の大半を描いており、数年後に他の芸術家が描き加えたと考えている。さらにフラ・アンジェリコとフィリッポ・リッピ両方の工房の助手による制作も含んでいると考えている。作品は『ワシントンのトンド』、そして『クックのトンド』として知られてきた。特に後者の名称は、作品がクックのコレクションを去った後も、50年以上にわたって使用され続けてきた。
作品は板上にテンペラで描かれ、画面の直径は137.3cmである。ナショナル・ギャラリーは作品の制作年を「1440/1460年」としている。

美術史家は絵画がかなりの期間にわたって制作され、構図が大幅に変更されて、多くの画家の手が入っていることに同意している。この制作の歴史が生み出した画面の不統一性に批判的な人もいるが、ナショナル・ギャラリーの2代目の館長であるジョン・ウォーカーにとって、結果的に
世界で最も偉大なフィレンツェ絵画の一つとなっている。美の頂点であり、それ自体が15世紀前半のイタリア画派の発展全体を要約したものである。それは芸術の岐路に立っている。古い様式、すなわち中世の明るく、色彩豊かなおとぎ話の絵画は、爆発的輝きで終焉している。そして、観察において科学的であり、解剖学と遠近法において学究的であり、生命の描写において現実的である新しい様式は、その長い発展の過程を開始しているのである

## 概要

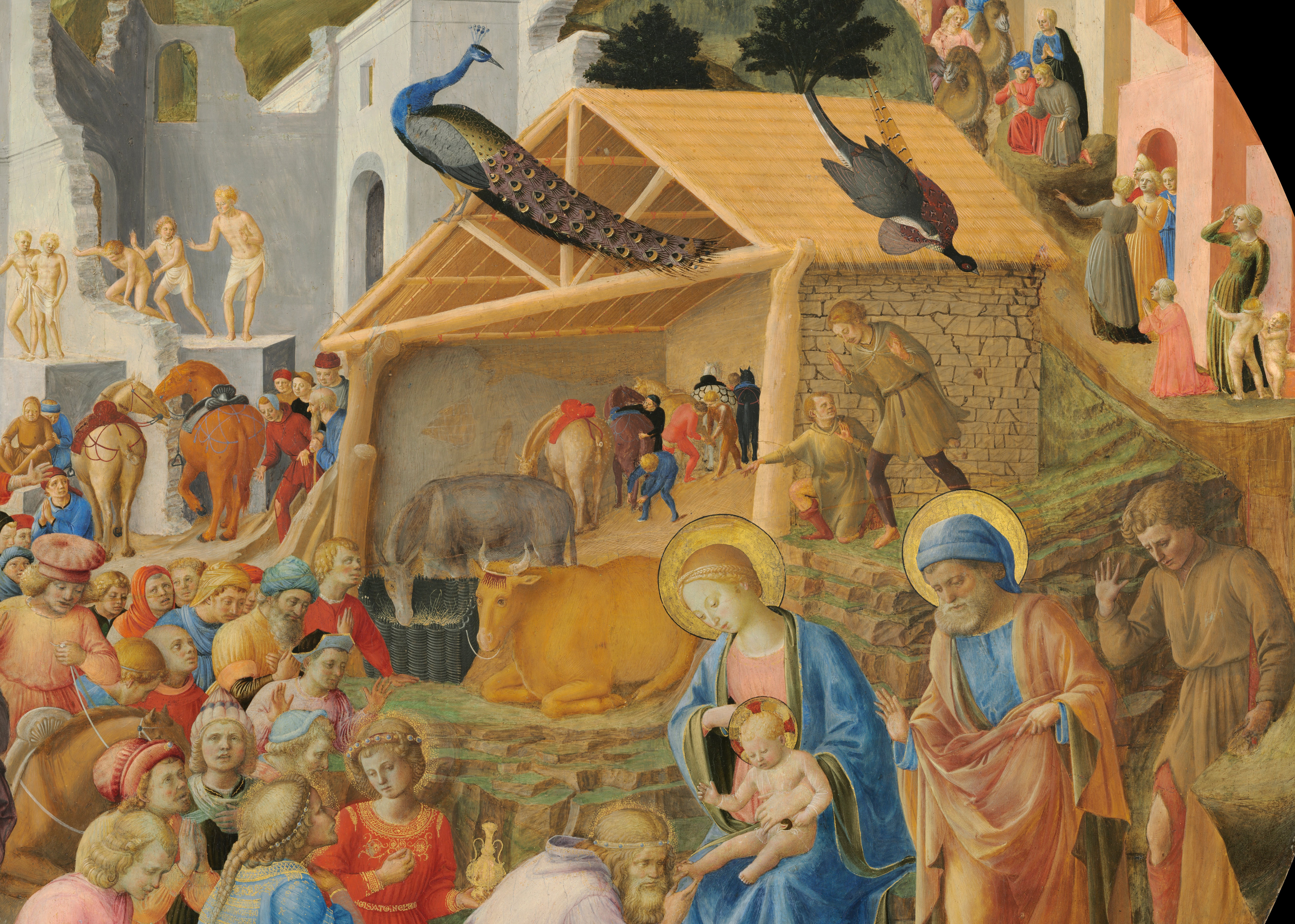
中央の細部

本作は、聖母マリアが抱く幼子イエス・キリストに贈り物をする東方のマギ（東方三博士）を示している。聖ヨセフは聖母のそばに立っており、キリスト降誕の場面に通常登場する飼い葉桶、牛、ロバがこの主要な集団の背後に描かれている。ここでの構図は非常に標準的な配置で、必須の要素を含んでいる。
非常に頻繁な慣例に倣い、主題は「羊飼いの崇拝」と組み合わされ、羊飼いたちは粗末な衣服を着た3人の人物によって表されている。1人はヨセフの背後、2人は奥の厩の右側にいる。これら3人のうち最初の1人だけが、イエスとマリアのほぼ背後で聖母子を斜めの角度から見ている。他の2人のうち、ひざまずく1人は飼い葉桶の方向を指し、聖家族のかなり背後にいる。飼い葉桶は馬小屋の外に置かれ、牛とロバも屋外にいる。厩舎の内部は、おそらく三博士の馬とその馬丁で占められており、馬丁たちは馬具を外し、1人は馬蹄形を確認している。
左側のマギの背後には、大きな廃墟の一部であるアーチを通って、従者たちの大きな行列が到着し続けている。主要な人物群の右側では、ベツレヘムの城壁が急な斜面を走り、壁の前には道が通っている。この左側の大きな集団、おそらく三博士の集団の多くの人物が、ラクダや馬に乗ってやってきている。多くの町民が壁の出入り口から出てきて、見つめ、指さし、ある場合には祈りの中でひざまいているが、皆、最終的目的地である主要人物のいる場所とは異なる方向を見ている。丘の頂上では、大きくてもはっきりと描かれていない群衆が形成され、おそらく狭い道を下りてきている。

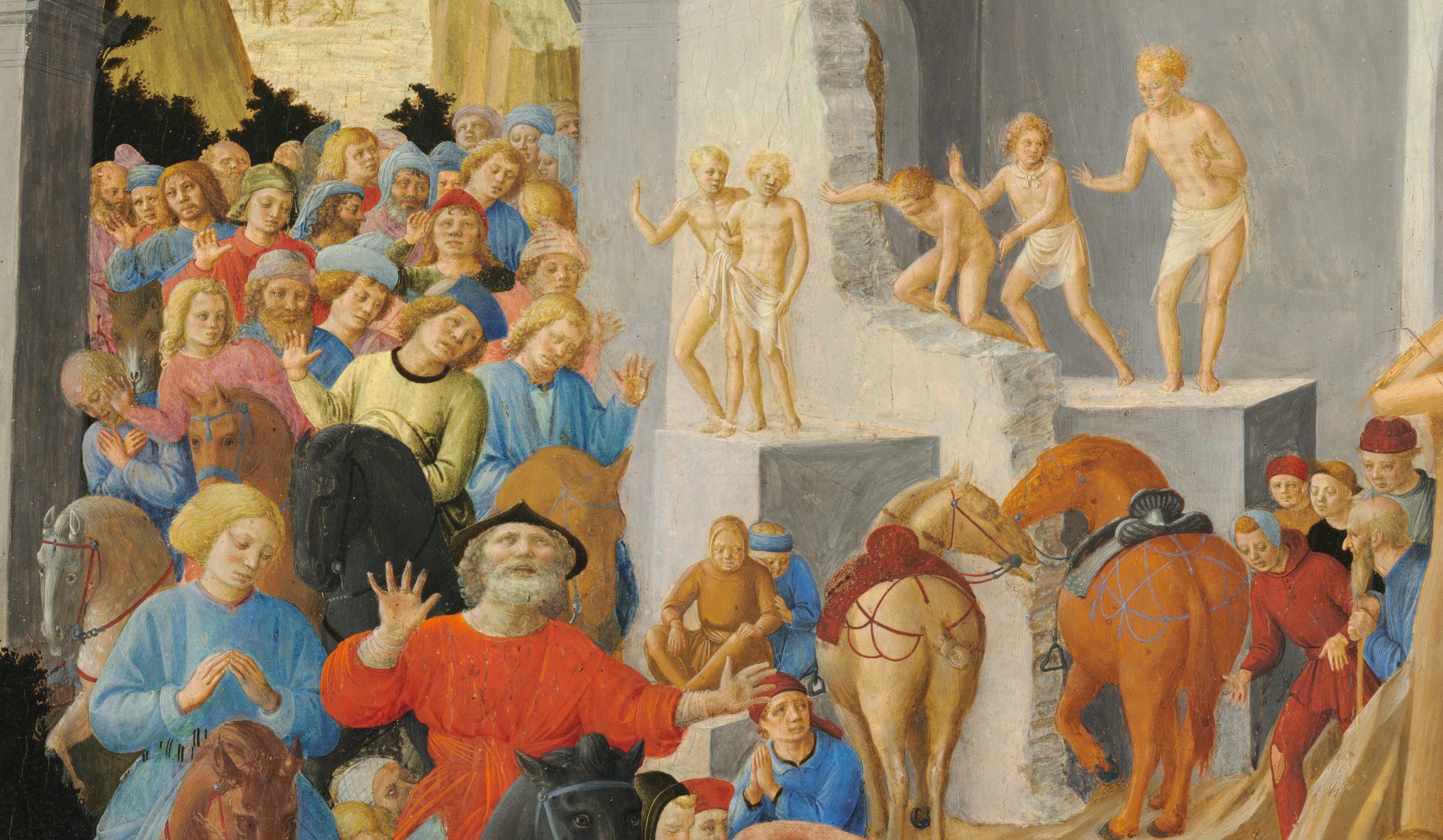
アーチの周りの細部

厩舎の上に大きなクジャクがとまり、肩越しに右の方を見ている。その右側には他に2羽の鳥がいて、キジを捕まえているオオタカと特定されている。キジとオオタカもも屋根の上にいるように見えるが、その前の空中を飛んでいるものと見られるべきである。このように見れば、その下にいる2人の羊飼いと鳥たちの縮尺上の不統一性をおそらく完全にではないが、部分的に説明することになる。
絵画は、いくつかのそのような不統一性に特徴づけられているが、この年代の作品ではいくぶん驚くべき程度の不統一性がある。それは、おそらく主に構図の空間的な複雑さと、作品が描かれる過程でなされた数々の変更よって説明できるだろう。クジャクの足は厩の屋根の梁の端を明瞭に掴んでいるが、鳥は中景にいる下の人物や動物に比べて大きすぎる。縮尺の最も明らかな不統一性のもう1つはアーチの周囲に見られる。すなわち、アーチを通り抜ける行列の人物のサイズと、アーチの右側にいる地元の人や人物が乗っていない馬のサイズとの間の不統一性である。廃墟の上に立っているほぼ裸の青年たちは誰なのか、美術史家を困惑させてきたが、青年たちの構図上の機能として、明らかにアーチを通る行列よりも廃墟がより大きいことを示唆しているようである。青年たちはまた、「ミケランジェロで最高潮に達するまでイタリアの芸術家が執着することになった、人体への関心の初期の兆候」を表している。

## 制作の段階

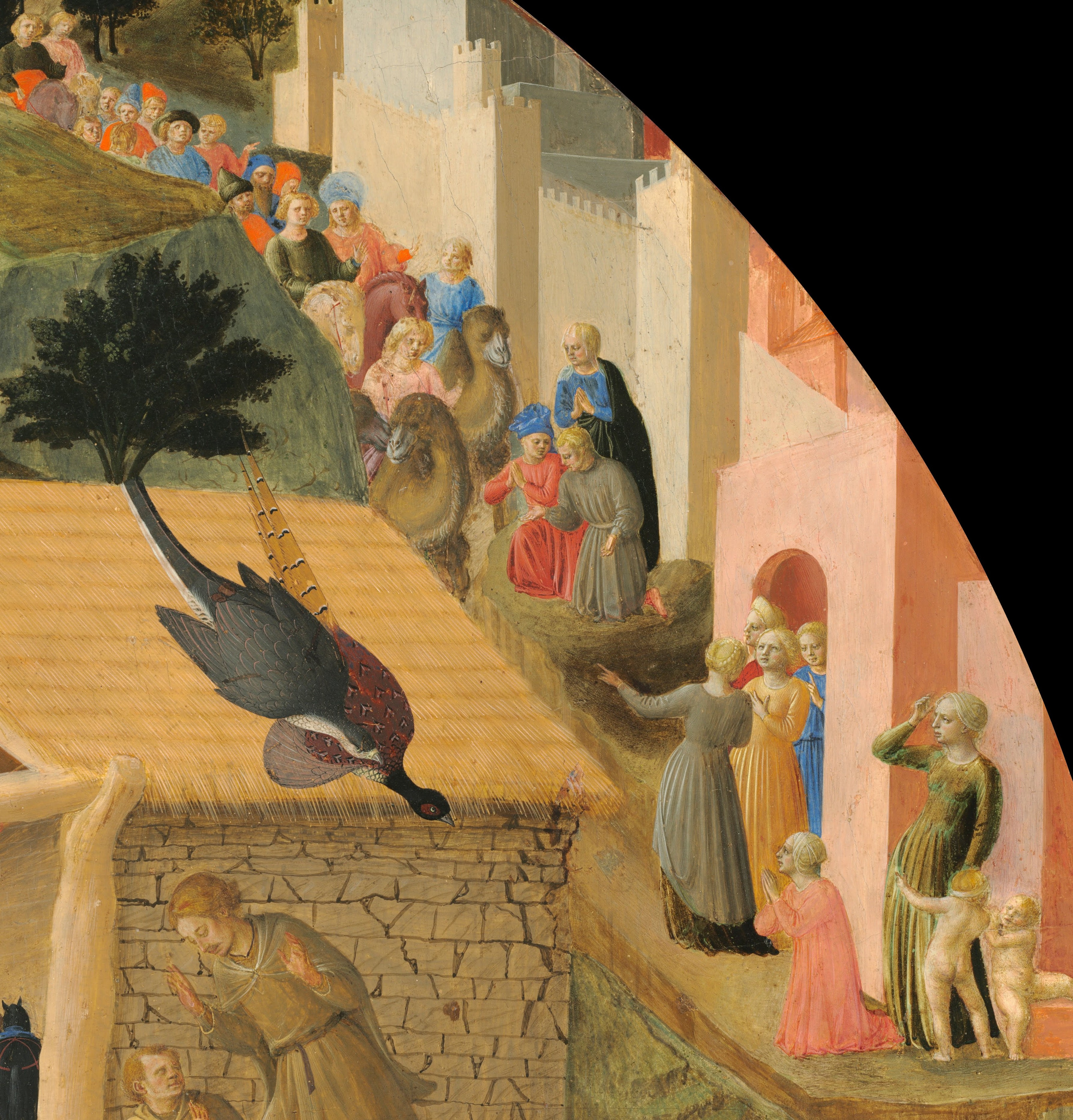
おそらく制作の3つの段階を含む細部

現在の姿になるまで、絵画はいくつかの段階を経て描かれたと考えられている。バーナード・ベレンソンによって最初に提唱された一般的な再構築によると 、絵画はおそらく1440年代にフラ・アンジェリコとその工房によって着手された。フラ・アンジェリコ自身の手が聖母マリアの顔に見いだされるが、絵画の他の部分は助手によって制作されたようである。絵画の右側の急な坂道にいる小さな人物は、フラ・アンジェリコの工房に様式的に合致しており、彼らが向いている方向は、現在の構図とはあまり関係がないことが指摘されている。作品の左側にいる小さな人物の多くについても同じことが言える。アンジェリコの工房は非常に忙しく、画家の人生は未完成の依頼作品を巡る多くの論争に悩まされていた。この円形画の進捗は行き詰まってしまったようである。ある時点で、おそらく1455年にアンジェリコが亡くなったとき、未完成の本作は、当時の別の主要なフィレンツェの画家、フィリッポ・リッピの工房に渡されたようである。アンジェリコとリッピはどちらも、当時、富と権力の絶頂にあったメディチ家のために他の依頼作品にも取り組んでいた。
厩舎全体は「厄介な後の追加」と表現されており、おそらくかつては主要人物のために意図されていた空間を占めている。厩舎の屋根にいるクジャクやその他の鳥は、当初から描く計画があったとするなら鳥用に「予定されていた」空間があったはずであり、そうした空間の代わりに完成された空間に描き加えられている。鳥たちは絵画制作の非常に後期の段階に描かれているようで、コジモ・デ・メディチの息子ピエロ（1416–1469年）とジョヴァンニ（1421–1463年）によって採用されたエンブレムと関連している。ピエロは、「SEMPER」（ラテン語で「常に」または「永遠に」）のモットーがある指輪を持った鷹のエンブレムを使用し、ジョヴァンニは「REGARDE-MOI」（フランス語で「私を見て」）のモットーを持つクジャクのエンブレムを使用していた。画面下部にある芝生の上にいる犬とともに、鳥たちはおそらくベノッツォ・ゴッツォリが描き加えたものである。ゴッツォリが1459年から1461年にメディチ宮殿の「マギ礼拝堂」の有名なフレスコ画連作に取り組んでいたころと思われる。ゴッツォリはフラ・アンジェリコの工房の元の一員であったが、当時は自身の工房を運営していた。ゴッツォリの礼拝堂のフレスコ画もまた、マギの精巧な行列を中心としており、何羽かの鳥が含まれている。鳥のうちの1つはオオタカで、もう1つは本作のクジャクと非常によく似たポーズのクジャクである。

## 歴史

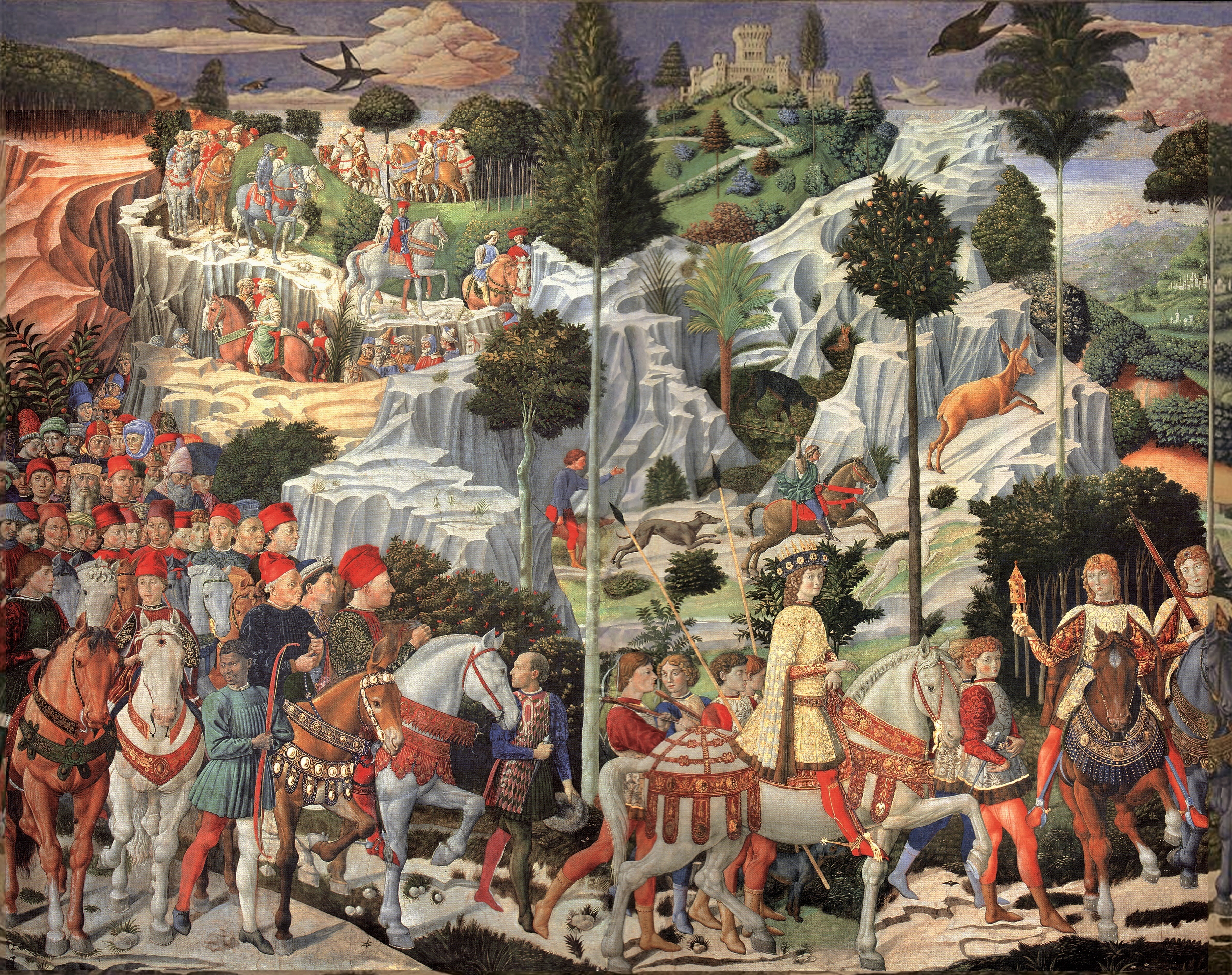
メディチ宮殿の東の壁のマギ礼拝堂にある、『一番若いマギの行列』、1459年-1461年、ベノッツォ・ゴッツォリ

本作はロレンツォ・デ・メディチの死後、1492年に作られたメディチ宮殿の所有品目録に記載された作品であると一般的に同一視されている。その時点で、絵画は制作後数十年経っていた。 絵画は宮殿1階の「大部屋」の1つにあり、そこにはパオロ・ウッチェロの最も有名な作品である『サン・ロマーノの戦い』の3つの大きな絵画も含まれていた。この3点は、現在はロンドン、パリ、フィレンツェに分蔵されている。本作は、これら3作、および宮殿内の他のどんな絵画よりも大きな価値が与えられた。
フラ・ジョヴァンニの手になる、聖母マリアとイエス・キリストに供物をするためにやってくるマギを描いた金色の額縁が付いた大きなトンド： 100フィオリーノ
少なくとも16世紀後半から、本作はフィレンツェのグイッチャルディーニ家の所有となったが、1810年7月、ナポレオンによる占領時代にフィレンツェ警察署長、シュヴァリエ・フランソワ・オノレ・デュボアにボッティチェリの作品として売却された。 1826年にロンドンで再び売却され、第二次世界大戦までイギリスに残っていた。その間、多くのコレクションを移動し、帰属も1826年にフラ・アンジェリコ、1849年にフィリッポ・リッピ、1874年にフィリッピーノ・リッピと数々の画家に変わった。作品は、最終的にサリー州リッチモンドのドーティハウスにあったフランシス・クック卿と、その後継者クック準男爵の重要なコレクションに入った。 1941年に、作品は、戦争中の安全な保管のために米国に送られたクック・コレクション中の25点の絵画のうちの1つであった。 1947年にイギリスに戻る予定であったが、航海直前に売却され、フィリッポ・リッピに帰属されて、ニューヨークのサミュエル. H. クレス財団によって購入された。そして、1952年にワシントンのナショナル・ギャラリーに寄贈された。

## 図像と文脈

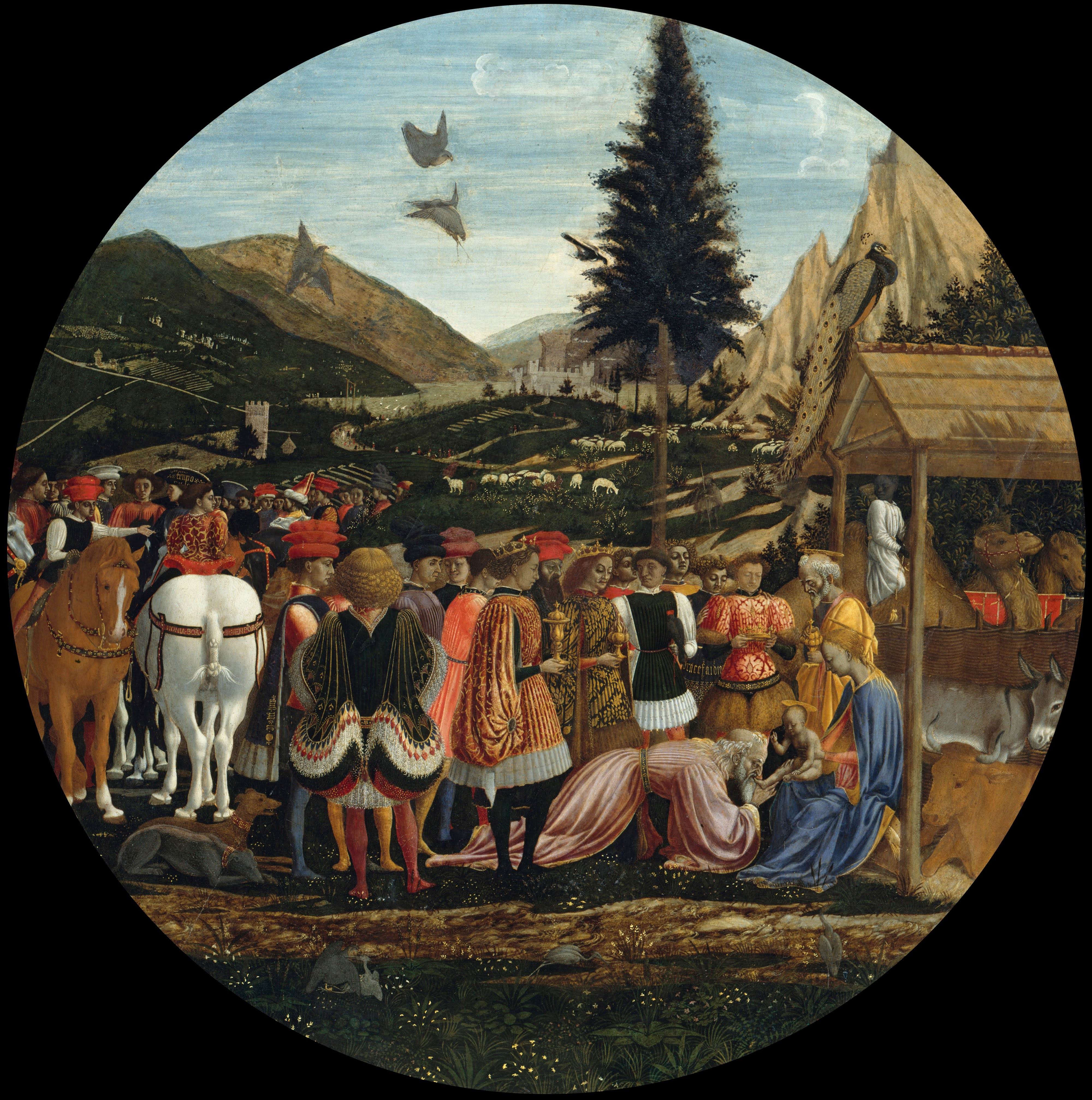
ドメニコ・ヴェネツィアーノ、『東方三博士の礼拝』、絵画館 (ベルリン)、おそらく 1439–1442年のメディチ家依頼作品

マギを描いた質の高いフィレンツェの円形画であれば、作品目録の証拠がなくてもメディチ家の依頼に端を発したものと考えられるであろう。メディチ家は、マギの主題と円形画という形式に非常な関心を持っていたのである。マギは何十年もの間、メディチ家にとっての重要な崇拝の対象であった。メディチ家が教皇庁の主要な銀行家になったときの反教皇ヨハネス23世（1410–1415年）の在位時期に、明らかにその崇拝は始まり、または少なくともヨハネスが支配した地域において始まった。メディチ家は、フィレンツェのフラタニティ (信心会)「コンパニア・デ・マギ」に属していたが、この信心会はメディチ宮殿のすぐそばのサン・マルコ教会とその関連施設に本拠地があり、宮殿もサン・マルコ教会とその関連施設も、本作が描かれる数年前にコジモ・デ・メディチが建てたものである。1月6日の公現祭の饗宴での毎年恒例の行列は、信心会衆によって組織され、メディチ宮殿の前を通過した。行事は、メディチ家とその仲間を含む主要なメンバーが、マギがキリスト降誕に立ち会うときの衣装を着て、礼拝の主要な部分を演じて、再現するものであった。マギは聖人と見なされていたので、聖家族の円盤型光輪とは異なり、円形画にはかなり珍しい金の点からなる光輪がマギに付けられている。マギたちの聖人としての特性と、高級品の所持および贈与の組み合わせは、メディチ家にとっての魅力の要因だったのかもしれない。
大きな円形の絵画は、それ自体がメディチ家の革新であった可能性があり、おそらく1440年代からメディチ家によって表象として使用されるようになったダイヤモンドの付いた金の指輪を表現したものである。形式はおそらく、はるかに小さい、彩色された「デスコ・ダ・パルト」（または「出産トレイ」とも呼ばれ、円形または12面の装飾された木製トレイ）を拡大したものである。これは、伝統的にフィレンツェの夫が出産後の妻に贈り、その後、妻が数日間横たわっていたとき、彼女の訪問者に軽食を提供したトレイであった。おそらく円形画の本作を記録している1492年の目録は、ロレンツォ・デ・メディチが1449年に死ぬまで自身の寝室の壁に下げられて、自身の誕生時に贈られたデスコ・ダ・パルトを保持していたことを示している。これらのデスコ・ダ・パルトは通常、寓話的または神話的な場面で装飾されていたが、大きな円形の絵画は主に宗教的な主題に使用されていた。しかし、円形画の形式は教会の絵画には見られず、宮殿用の依頼であることを意図的に表現したものだったのかもしれない。
本作とは別に、ドメニコ・ヴェネツィアーノ（現在、ベルリン絵画館所蔵）による『東方三博士の礼拝』を表す、おおよそ類似した構図の別の作品があり、おそらく1439–1442年ごろにメディチ家が依頼したものである。 ヴェネツィアーノの作品は1492年の目録に記録されている別の作品かもしれない（ただし、目録ではペゼリーノに帰属されている）。本作との類似点として、厩の屋根にクジャクが止まっており、鷹狩りの情景があり、空中と地上の両方でタカがツルを攻撃している。東方の三博士の後ろに鷹を持った白と黒の服装の人物は、ピエロ・ディ・ロレンツォ・デ・メディチの肖像画かもしれない。ヴェネツィアーノの作品とメディチ宮殿の礼拝堂にあるフレスコ画とは別に、メディチ家のために制作された他の何点かの重要な『東方三博士の礼拝』があった。 1492年の目録には、おそらくコジモの時代の4枚の絵画が記載されている。その後、ボッティチェッリは、メディチ家の親しい知人から依頼された1475年の『東方三博士の礼拝』（ウフィツィ美術館）で何人かのメディチ家の人物の肖像を描くことになった。ロンドンのナショナル・ギャラリーにある、1470－1475年頃のボッティチェッリの『東方三博士の礼拝』の円形画には、主要人物（およびクジャク）の奥に古代建築の廃墟の背景がある。サン・マルコ教会にあるコジモの個人区画には、フラ・アンジェリコによるフレスコ画の『東方三博士の礼拝』がある。

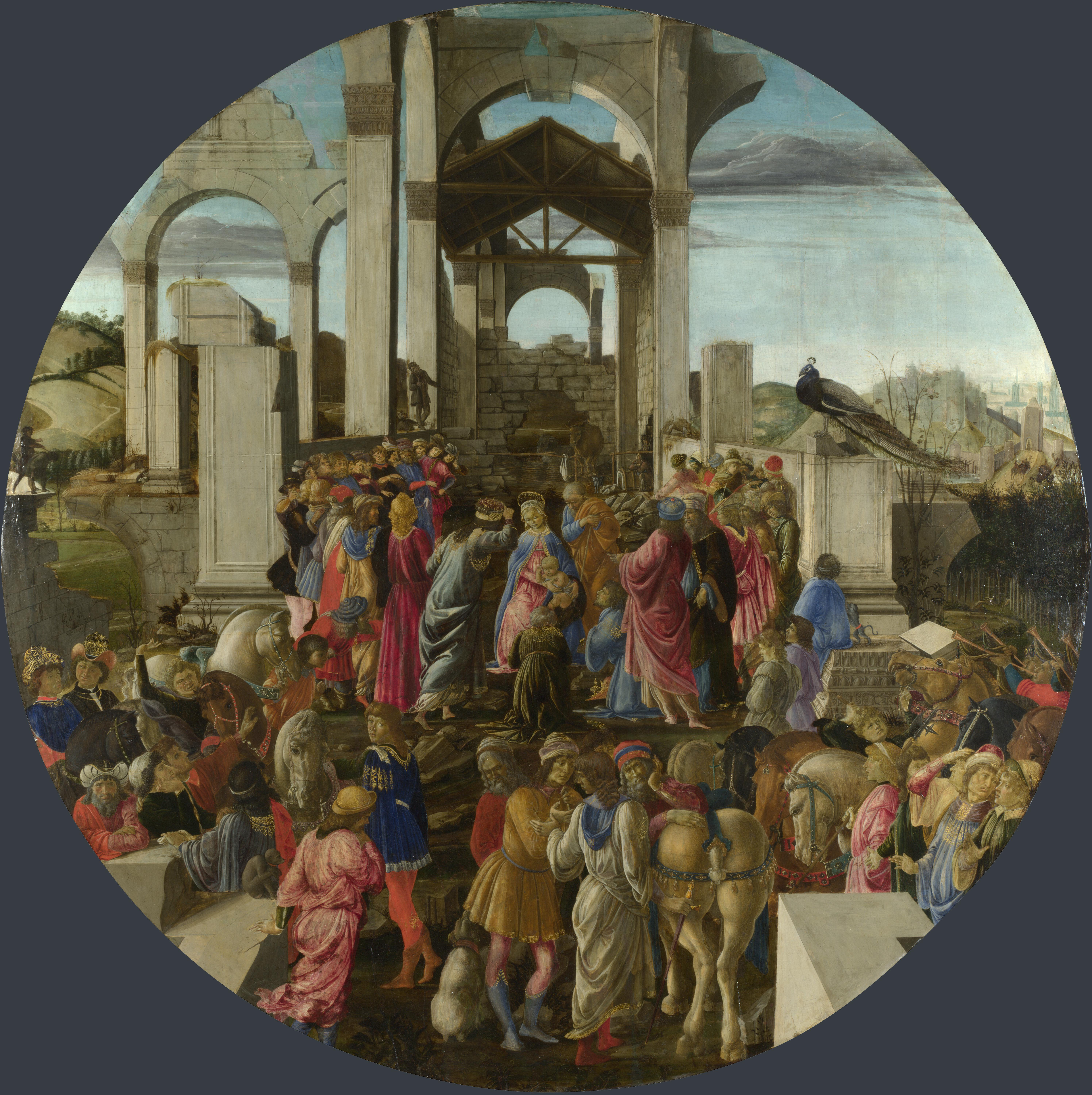
ロンドンにあるボッティチェッリの『東方三博士の礼拝』の円形画

人物の配置と全体的な構図の多くの側面は、おそらくヤコポ・ディ・チオーネによる大きな祭壇画（近くのサン・ピエ―ル・マッジョーレ教会にあったが、この教会は現在は破壊されている）の一部であった1370-1371年ごろの『東方三博士の礼拝』の場面から借用している。祭壇画は現在分散しているが、『東方三博士の礼拝』を含む板絵の大部分はロンドンのナショナル・ギャラリーに所蔵されている。
絵画の中の一般的に意味のある事物には、幼子イエス・キリストが持つザクロが含まれている。その多くの種は、教会の世話をする魂を象徴していると見なされていた。クジャクの肉は腐敗しないと考えられていたので、永遠性とイエスの復活を象徴していた。

### 背景の建物
壮大であるが「崩れかけた異教の建物」は、ルネサンス期の「キリスト降誕」の場面では非常に一般的な特徴であり、しばしば廃墟自体が厩舎として機能している。これは一般に、モーセの律法と契約の時代が過ぎ去ったことを表しており、キリストの誕生時に新しいキリスト教の契約に取って代わられたことを意味する。しかし、廃墟はまた、キリスト誕生の夜に、フォロ・ロマーノの「平和の神殿」が倒れたという伝説をしばしば示唆するものでもある。アポロは、処女（聖母マリア）の出産までフォロ・ロマーノが立っているという予言をしたが、その予言が実現したというものである。アポロの予言は黄金伝説と他の書物にあり、おそらくロムルスの像を含んでいた。
15世紀に「平和の神殿」は、実際には西暦308-312年の建物であった隣のマクセンティウスの大聖堂と誤って同一視された。この建物の約3分の1が現存しており、北通路の3つの巨大な樽型の丸天井はフォロ・ロマーノに残っている最大のローマ建築である。大聖堂はまた、コンスタンティヌス1世の巨大な彫像を含んでいたが、その頭部、手、足、その他の断片は現在、カピトリーノの丘にあるコンセルヴァトーリ宮殿の中庭にある。ロンドンのボッティチェッリの円形画を含む、他の『キリストの降誕』の絵画は大聖堂の遺跡を描いており、リッピも同様に大聖堂の遺跡を描いているようである。建築史家は、大聖堂の建築はローマの大規模な公衆浴場を模したものだと述べており、おそらくこの類似性をある程度認識していたため、リッピは廃墟の裸体を入浴者として表現した。入浴者たちは、何の騒ぎが起きているか見ようと建築物の浴場から出てきているところだと想像することもできるかもしれない。

## 追加参考文献
- Berenson, Bernard, "Postscript 1949: The Cook Tondo Revisited", reprinted in Homeless Paintings of the Renaissance, ed. Hanna Kiel, 1965.
- Berenson, Bernard, "Fra Angelico, Fra Filippo e la cronologia", 1932 Bollettino d'Arte, XXXVI (later translated into English)
- Boskovits, Miklós, and David Alan Brown, et al. Italian Paintings of the Fifteenth Century, The Systematic Catalogue of the National Gallery of Art, Washington, D.C., 2003. Entry pp. 21–30.
- Ruda, Jeffrey. "The National Gallery Tondo of the Adoration of the Magi and the Early Style of Filippo Lippi." Studies in the History of Art vol. 7 (1975), pp. 6–39. Ruda is the only art historian to think Lippi began the work.